# Yu Chaohong
Yu Chaohong (chinesisch 虞 朝鸿, Pinyin Yú Cháohóng; * 3. November 1975 in Yunnan) ist ein chinesischer Geher.
Bei den Asienspielen 2002 in Busan gewann er die Silbermedaille im 20-km-Gehen, und über dieselbe Distanz kam er bei den Leichtathletik-Weltmeisterschaften 2003 in Paris/Saint-Denis auf den 15. Platz.
2004 wurde er über die 50-km-Distanz Vierter bei den Olympischen Spielen in Athen.

## Persönliche Bestzeiten
- 20 km: 1:18:30 h, 23. April 2005, Cixi
- 50 km: 3:36:06 h, 22. Oktober 2005, Nanjing (aktueller Asienrekord; Stand September 2009)